# Palais Solimena
Le palais Solimena est un bâtiment monumental de Naples situé sur la petite colline de San Potito, à côté du palais Caracciolo di Melissano. 

## Histoire
Le palais existait déjà au XVIIe siècle en tant que groupe de maisons palaciales. En 1638, les maisons  furent achetées par Andrea De Riso, restructurées et agrandies illégalement. En 1710, le peintre Francesco Solimena a acheté le bâtiment et l'a restructuré sur la base de son projet, mais le peintre Onofrio Giannone, auteur de quelques ajouts dans le livre des Vies des peintres, sculpteurs et architectes de Bernardo De Dominici, a attribué à tort la restructuration à Giovan Battista Nauclerio. Au XIXe siècle, la structure subit des dommages au cours de la République napolitaine de 1799 et fut rénovée en 1867 et 1889 . 

## Description
L'intérieur est aménagé autour de la cour sur des voûtes et à l'arrière-plan se trouvent les écuries; à droite, l'escalier qui mène aux étages suivants. À l'intérieur du bâtiment, il y a un escalier octogonal semblable à ceux du Palazzo di Majo et du Palazzo Palmarice, tous deux de Ferdinando Sanfelice. Au premier étage, des fresques remontent à la première moitié du XIXe siècle. 